# Tecate (település)
Tecate város Mexikó Alsó-Kalifornia államának északi részén, az Amerikai Egyesült Államok határán. Lakossága 2010-ben kb. 65 000 fő volt.

## Története
A város területén még Benito Juárez elnök idején (1861-ben) jött létre az első mezőgazdasági telep, ami 1888-ban vált faluvá, majd 1914-ben a település a San Diego–Arizona vasútvonal egyik állomása lett. 1915-ben megalkották Tecate községet, majd 1919-ben Esteban Cantú ezredes rendeletére Luis Pavón mérnök elkészítette az első városépítési tervet. Ez a terv egy 21 háztömbből álló, sokszög alakú települést ábrázolt, különböző méretű házhelyekkel. A 7-es számú tömböt kétfelé osztották, és itt építették ki a főteret és a közintézmények épületeit. Később folyamatosan bővítették a városi területeket, először 1940-ben. Viszont 1923-ban az önálló községet megszüntették és csak 1954-ben hozták létre újra.

## Földrajz
A település Mexikó egyik legészakabbi városa, Tecate község északnyugati sarkában helyezkedik el. Északi határa egy nyílegyenes vonal, mely az Egyesült Államoktól választja el. A környéket alacsonyabb hegyek borítják, állandó vízfolyások a szárazság miatt nincsenek. Az éghajlat szélsőséges: egész évben forró, minden hónapban 30 °C fölé szokott emelkedni a hőmérséklet, a rekord 45 °C körül van, de nagy a hőingás is, így fagyok is előfordulnak. A csapadék igen kevés: 300 mm alatt van az átlag.

## Közlekedés
A város a Tijuanából induló és Mexikó északi részén végigfutó 2-es főút mentén fekszik. Repülőtere az alacsony forgalom miatt jelenleg nem üzemel.

## Gazdaság
A város legfontosabb gyára a Cervecería Cuauhtémoc Moctezuma cég sörfőzdéje, melyet 1943-ban alapítottak és máig gyártják benne a Mexikó-szerte ismert Tecate sört. Fontos szerep jut az agyag- és üvegtermékeket gyártó kézműveseknek: termékeik nagy részét az Egyesült Államokba exportálják. A városban sok maquiladora is működik.

## Népesség
A város népessége igen gyorsan nő:
| Év   | Lakosság |
| ---- | -------- |
| 1990 | 40 240   |
| 1995 | 47 005   |
| 2000 | 52 394   |
| 2005 | 59 124   |
| 2010 | 64 764   |

## Turizmus, látnivalók
Tecate, mint a környék egyik turisztikai központja, az országos turisztikai titkárságtól (SECTUR) megkapta a Pueblo Mágico címet.
Mivel a település csak a 20. században alakult ki igazán, így régi műemlékei nincsenek. Legrégebbi temploma 1931-ből származik (Parroquia de Nuestra Señora de Guadalupe), a községi palota az 1950-es évek első felében épült, a város egyetlen múzeuma, a Museo Regional pedig 1986-ban.
Minden év augusztusában megrendezik a Tecate en Marcha nevű ipari és mezőgazdasági kiállítást és vásárt, a Romeria de Verano nevű nyári fesztivált pedig 1955 óta tartják a templom előtti téren.
A város közelében egyre több kiépített fürdő is vonzza a látogatókat.